# Билитуй
Билитуй — посёлок железнодорожной станции в Забайкальском районе Забайкальского края России. Административный центр и единственный населённый пункт сельского поселения «Билитуйское».

## География
Посёлок находится в южной части района, при железнодорожной линии Тарская — Забайкальск ЗЖД, на расстоянии примерно 21 километра (по прямой) к северо-западу от посёлка городского типа Забайкальск. Абсолютная высота — 769 метров над уровнем моря. Через населённый пункт проходит автодорога А350.
Климат
Климат характеризуется как резко континентальный с продолжительной морозной и малоснежной зимой и тёплым засушливым летом. Средняя температура воздуха самого холодного месяца (января) составляет от −28 °C до −29 °C; средняя температура самого тёплого месяца (июля) — 18 — 21 °C. Среднегодовое количество атмосферных осадков составляет 220—260 мм.
Часовой пояс
Посёлок Билитуй находится в часовой зоне МСК+6. Смещение применяемого времени относительно UTC составляет +9:00.

## История
Основан на землях Быркинского военсовхоза в 1971 году как совхоз «Билитуйский».

## Население
| 1989  | 2002  | 2010  | 2013  | 2014  | 2015  | 2016  |
| ----- | ----- | ----- | ----- | ----- | ----- | ----- |
| 1470  | ↘1176 | ↗1475 | ↗1544 | ↗1545 | ↗1550 | ↗1551 |
| 2017  | 2018  | 2019  | 2020  | 2021  |       |       |
| ↘1528 | ↘1489 | ↘1477 | ↘1462 | ↘1455 |       |       |

Половой состав
По данным Всероссийской переписи населения 2010 года в гендерной структуре населения мужчины составляли 48,5 %, женщины — соответственно 51,5 %.
Национальный состав
Согласно результатам переписи 2002 года, в национальной структуре населения русские составляли 77 % из 1176 чел.

## Инфраструктура
В посёлке функционируют средняя общеобразовательная школа, детский сад, библиотека и фельдшерский пункт.

## Улицы
Улично-квартальная сеть посёлка состоит из семи улиц, двух переулков и двух микрорайонов.